# Walberswick
Walberswick is een civil parish in het Engelse graafschap Suffolk.